# Родниковый (Приморский край)
Роднико́вый — село в Кировском районе Приморского края. Входит в состав Кировского городского поселения.

## География
Село Родниковый расположено в 6 км к западу от трассы «Уссури» (перекрёсток между селом Уссурка и пос. Кировский).
Расстояние до районного центра посёлка Кировский (на юго-восток) около 19 км.
На запад от села Родниковый идёт дорога к селу Авдеевка.

## История
В 2002—2011 годах село носило наименование Родниковое

## Население
| 2005 | 2010 |
| ---- | ---- |
| 430  | ↘353 |

## Улицы
| - ул. Восточный, - ул. Зелёная, - ул. Полевая, | - ул. Почтовая, - ул. Сосновая, - ул. Центральная. |

## Экономика
- Жители занимаются сельским хозяйством.
- В окрестностях села находятся источники минеральных вод.